# Kaknù Fossa
La Kaknù Fossa è una struttura geologica della superficie di Plutone.